# وسلین ووکوویچ
وسلین ووکوویچ (صربی: Веселин Вуковић؛ زادهٔ ۱۹ دسامبر ۱۹۵۸) بازیکن هندبال سابق اهل یوگسلاوی و مربی اهل صربستان بود.
از باشگاه‌هایی که در آن بازی کرده‌است می‌توان به باشگاه بارسلونا اشاره کرد.